# Болезнь Бехтерева
Анкилозирующий спондили́т (англ. Ankylosing spondylitis, от др.-греч. ἀγκύλος — согнутый, spondylos позвонок, arthros сустав, -itis суффикс со значением воспаления, болезнь Штрюмпеля — Бехтерева — Мари), или боле́знь Бе́хтерева — хроническое системное заболевание суставов с преимущественной локализацией процесса в крестцово-подвздошных сочленениях, суставах позвоночника и паравертебральных мягких тканях.
В 2009 году термин «анкилозирующий спондилит» стал разновидностью более общей группы заболеваний «аксиальные спондилоартриты», которая разделена на две категории: рентгенографический аксиальный спондилоартрит (синоним анкилозирующего спондилита) и нерентгенографический аксиальный спондилоартрит (включает менее тяжелые формы и ранние стадии анкилозирующего спондилита).

## Эпидемиология
Распространённость анкилозирующего спондилита широко варьируется и в основном зависит от частоты встречаемости Аг HLA-B27: от 0,15 % во Франции до 1,4 % в Норвегии (среди взрослого населения). Распространенность анкилозирующего спондилита в России, по данным эпидемиологического исследования 1988 года, составляет от 0,01 % до 0,09 %. Заболевание развивается преимущественно в возрасте 20—30 лет. Мужчины и женщины подвержены заболеванию в равной степени.

## Этиология и патогенез
Имеются сведения о роли некоторых штаммов Klebsiella и других видов энтеробактерий в развитии периферического артрита у больных ББ. Важнейшим фактором патогенеза является семейная предрасположенность, маркером которой считается антиген гистосовместимости HLA-B27.
Поражение осевого скелета при болезни Бехтерева преобладает над поражением периферических суставов, при этом поражаются преимущественно суставы «хрящевого» типа — крестцово-подвздошные сочленения, мелкие межпозвонковые суставы, грудинно-ключичные и реберно-грудинные сочленения. Воспалительный процесс в суставах обусловлен иммунологическими механизмами. Об этом свидетельствуют инфильтрация лимфоцитами и макрофагами, быстрое развитие фиброзной рубцовой ткани. Грубых деструктивных изменений в суставах не наблюдается.

## Клиника
В начальном периоде заболевания проявления обусловлены поражением связочного аппарата позвоночника. Характерны жалобы на боли в области крестца и поясницы, скованность, которые возникают в покое, особенно во второй половине ночи и ближе к утру, и уменьшаются при движениях и упражнениях.
Объективно выявляется болезненность и напряжение мышц спины, уменьшение объёма движений в позвоночнике. По мере прогрессирования заболевания происходит усиление болевого синдрома и расширение границ болевого синдрома на весь позвоночник. Появляются боли и повышение подвижности в тазобедренных суставах. Объективно в этот период можно уже видеть один из характерных симптомов — дугообразное искривление позвоночника и хроническая сутулость. В дальнейшем происходит анкилозирование межпозвонковых суставов, происходит ограничение роста грудной клетки и резкое снижение роста человека.
При периферической форме заболевания оно может проявлять себя в поражении крупных суставов — локтевых, коленных, голеностопных. Наблюдаются и внесуставные проявления болезни Бехтерева. Характерно развитие иритов и иридоциклитов. Со стороны сердечно-сосудистой системы отмечаются аортит, недостаточность аортальных клапанов, перикардит и различные нарушения ритма. Может развиваться амилоидоз почек.

## Диагностика
Считается, что болезнь Бехтерева лечится лучше, чем ревматоидный артрит. Большинство пациентов с поражением осевого скелета хорошо отвечают на НПВП. Даже при наличии структурных изменений позвоночника многие пациенты сохраняют трудоспособность. Часто при имеющихся явных рентгенологических изменениях и функциональных нарушениях со стороны осевого скелета пациенты узнают о своем диагнозе случайно, принимая боль в спине за радикулит.
Анкилоз суставов можно различить на рентгенограммах, только когда болезнь достигла второй стадии. На первой стадии болезнь Бехтерева можно выявить с помощью магнитно-резонансной томографии.
Следует отличать болезнь Бехтерева от дегенеративных заболеваний позвоночника — остеохондроза, спондилёза. Отличительными чертами являются:
- усиление боли в период покоя, во время сна;
- преимущественная заболеваемость молодых мужчин;
- необратимая тугоподвижность позвоночника, напряжение мышц с постепенной их атрофией;
- часто болезнь сопровождает повышенная СОЭ в анализе крови.

Болезнь следует отличать от ревматоидного артрита, которым страдают преимущественно женщины. Ревматоидный артрит отличается симметричным поражением суставов, наличием ревматоидных узелков (которые для болезни Бехтерева не характерны), ревматоидного фактора в сыворотке крови.
Не всегда болезнь начинается с позвоночника, она может начаться и с суставов рук и ног (напоминая ревматоидный артрит), с воспалительного заболевания глаз, с поражения аорты или сердца. Иногда встречается медленное прогрессирование, когда болезненность практически не выражена, болезнь выявляется случайно при рентгенологическом обследовании.

## Лечение
Медикаментозная терапия должна назначаться врачом специалистом, в зависимости от стадии и активности заболевания.
Современная медицина не в состоянии полностью излечить или предотвратить появление анкилозирующего спондилоартрита. При своевременном выявлении основное лечение направлено на недопущение прогрессирования болезни. В настоящее время имеются все возможности для больных анкилозирующим спондилитом многие годы сохранять подвижность.
Лечение должно быть комплексным и обязательно включать помимо лекарственной терапии и лечебную физкультуру (ЛФК).
Среди немедикаментозных методов лечения анкилозирующего спондилоартрита основное место занимают регулярные физические упражнения (ЛФК) и обучающие занятия, проводимые на школах пациентов. Пациент должен регулярно заниматься ЛФК. Регулярные занятия ЛФК при анкилозирующем спондилоартрите обеспечивают сохранение подвижности позвоночника и суставов. Роль других методов лечения (массаж, магнитолазер, акупунктура и др.) не доказана.
В настоящее время в арсенале ревматологов имеются лекарственные средства, которые эффективно облегчают это заболевание, особенно если его удалось диагностировать на ранних стадиях. Для этого применяют:
- нестероидные противовоспалительные препараты (диклофенак, индометацин, эторикоксиб);
- глюкокортикоиды (преднизолон);
- иммунодепрессанты (метотрексат, лефлуномид, сульфасалазин);
- биологические модификаторы иммунного ответа: ингибиторы ФНО-α (инфликсимаб, адалимумаб), ингибитор активации В-клеток (ритуксимаб);
- моноклональные антитела: цертолизумаб пегол, голимумаб.

В последнее время широко применяются препараты направленного действия, которые являются блокаторами ФНО-α. Они воспринимаются организмом как естественные белки, поэтому получили название «биологические средства». Такие препараты эффективно препятствуют развитию воспалительного процесса, не затрагивая другие защитные процессы в организме.
Кроме медикаментозной терапии больному следует обеспечить: достаточный сон в правильном положении, эмоциональный комфорт, оптимальную двигательную активность, отсутствие очагов хронической инфекции, постоянные занятия физкультурой. Полезны дозированные закаливающие процедуры. Крайне осторожно может применяться мануальная терапия, лечебный массаж (места прикрепления сухожилий лучше не массировать).
При болезни Бехтерева рекомендован также лечебный массаж. Он позволяет снять спазм мышц спины и разогреть околопозвоночные области грудного, поясничного и шейного отделов позвоночника.
Постель больного должна быть жёсткой. На начальных стадиях болезни подушку или валик под шею следует убрать (во избежание развития шейного лордоза), впоследствии допустима тонкая подушка.
В апреле 2024 года в России был зарегистрирован первый в мире препарат для лечения болезни Бехтерева, разработанный отечественной компанией Biocad. Всемирная организация здравоохранения присвоила препарату международное непатентованное наименование сенипрутуг (seniprutug).

## Прогноз
Прогноз заболевания условно-неблагоприятный, своевременное и адекватное лечение лишь замедляет развитие болезни и повышает качество жизни, но при этом не устраняет причину развития заболевания. С течением времени больной может утрачивать трудоспособность и может рассчитывать на получение группы инвалидности.
Результаты исследования TORTUGA II фазы подтвердили, что экспериментальный ингибитор JAK-1 киназы филготиниб замедляет прогрессирование заболевания. Улучшение состояния на 20 % было достигнуто у 76 % пациентов, тогда как в плацебо-группе этот показатель был достигнут только у 40 % больных.

## Годность к военной службе в России
Артрит регламентирован статьёй 64 «Расписания болезней» — «Артропатии инфекционного и воспалительного происхождения, системные поражения соединительной ткани».
Статья предусматривает ревматоидный артрит, болезнь Бехтерева, болезнь Рейтера, узелковый периартрит, гранулёматоз Вегенера, псориатическую артропатию и иные артриты, связанные с инфекцией, другие системные заболевания соединительной ткани.
Выдержка из статьи 64 относительно разновидностей артрита:
«К пункту „В“ относятся:
— начальные формы ревматоидного артрита и болезни Бехтерева при наличии клинико-лабораторных признаков активности процесса.
К пункту „Д“ относятся:
— хронические заболевания суставов и позвоночника с редкими (раз в год и реже) обострениями».
При обострениях раз в год и чаще, выражающихся в дисфункции (блокировке) некоторых суставов, в том числе конечностей и грудной клетки (преимущественно во время сна), либо же при в сильных болях во всех отделах позвоночника и дисфункции кровеносной и нервной систем вследствие деградации суставов, проявляющейся при нагрузке в виде резких скачков давления и предъинсультных состояний призывник обязан получить категорию «В» либо «Д» в зависимости от течения болезни ввиду того, что лечение невозможно, и дальнейшие нагрузки приведут только к усугублению состояния за крайне короткий срок и последующей госпитализации.
Кроме того, болезнь относится и к статье 66 «Болезни позвоночника и их последствия» и по степени тяжести требует присвоения категории В или Д.